# Allocasuarina decaisneana
Allocasuarina decaisneana o roble del desierto (desert oak) es un árbol atractivo de talla media y de lento crecimiento que se encuentra en las regiones secas del desierto del Territorio del Norte, Australia Meridional y Australia Occidental.

## Descripción
Los troncos jóvenes tienen un tronco estrecho y un follaje gris/verde plumoso. Maduran en una forma adulta con las ramas extendidas y un follaje tupido. Es el único miembro de la familia en Australia Central y sus conos cilíndricos son los más grandes de la familia. El fuego usualmente no mata al árbol.
Los robles del desierto pueden ser propagados por semilla, pero no son fácil de cultivar fuera de su medio ambiente natural.

## Taxonomía
Allocasuarina decaisneana fue descrita por (Miq.) L.A.S.Johnson y publicado en Journal of the Adelaide Botanic Gardens 6(1): 74. 1982.
Sinonimia
- Casuarina decaisneana F.Muell.[2]

## Imágenes

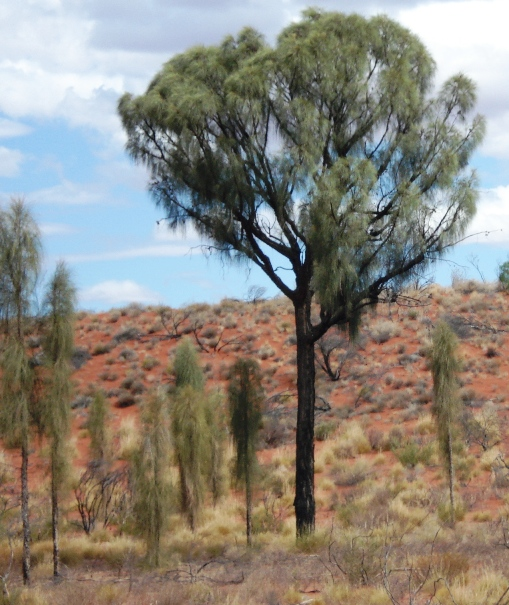
Roble del desierto
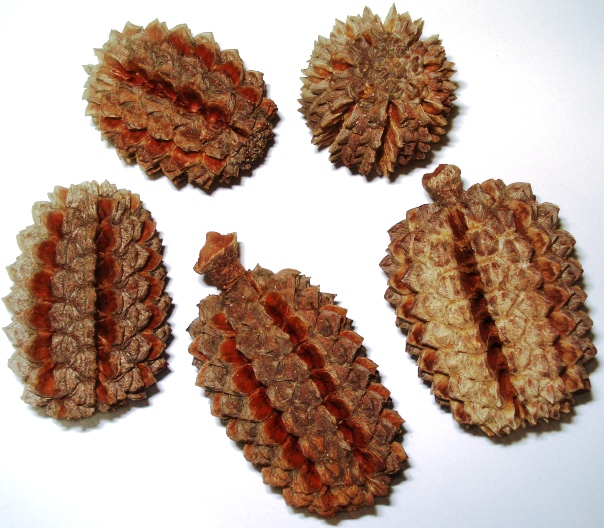
Frutos